# Norman Pritchard
Norman Gilbert Pritchard, conosciuto anche come Norman Trevor (Calcutta, 23 giugno 1877 – Norwalk, 31 ottobre 1929), è stato un attore, ostacolista e velocista indiano di origini britanniche.

## Biografia
Pritchard nacque a Calcutta da genitori britannici: George Petersen Pritchard e Helen Maynard Pritchard.
Studiò presso il Saint Xaviers College di Calcutta. Nel 1900 prese parte ai Giochi olimpici di Parigi. Fu il primo indiano a partecipare alle Olimpiadi. Vincendo due argenti, nei 200 metri piani e nei 200 metri ostacoli, fu anche il primo cittadino di una nazione asiatica capace di vincere un argento olimpico.
Nel 1904 si trasferì nel Regno Unito, per poi emigrare negli Stati Uniti, dove intraprese la carriera di attore ad Hollywood e Broadway, dove divenne più noto con lo pseudonimo Norman Trevor.
Recitò insieme a leggende del cinema del calibro di Ronald Colman in film come Gli eroi del deserto (1926), Dancing Mothers (1926) e Tonight at Twelve (1929). Morì vicino a Los Angeles in seguito ad una malattia cerebrale.

## Palmarès
| Anno | Manifestazione  | Sede   | Evento      | Risultato  | Prestazione | Note |
| ---- | --------------- | ------ | ----------- | ---------- | ----------- | ---- |
| 1900 | Giochi olimpici | Parigi | 60 m piani  | Batteria   | 7"1         |      |
| 1900 | Giochi olimpici | Parigi | 100 m piani | Semifinale | n/d         |      |
| 1900 | Giochi olimpici | Parigi | 200 m piani | Argento    | 22"8        |      |
| 1900 | Giochi olimpici | Parigi | 110 m hs    | Finale     | dnf         |      |
| 1900 | Giochi olimpici | Parigi | 200 m hs    | Argento    | 26"0        |      |

## Filmografia

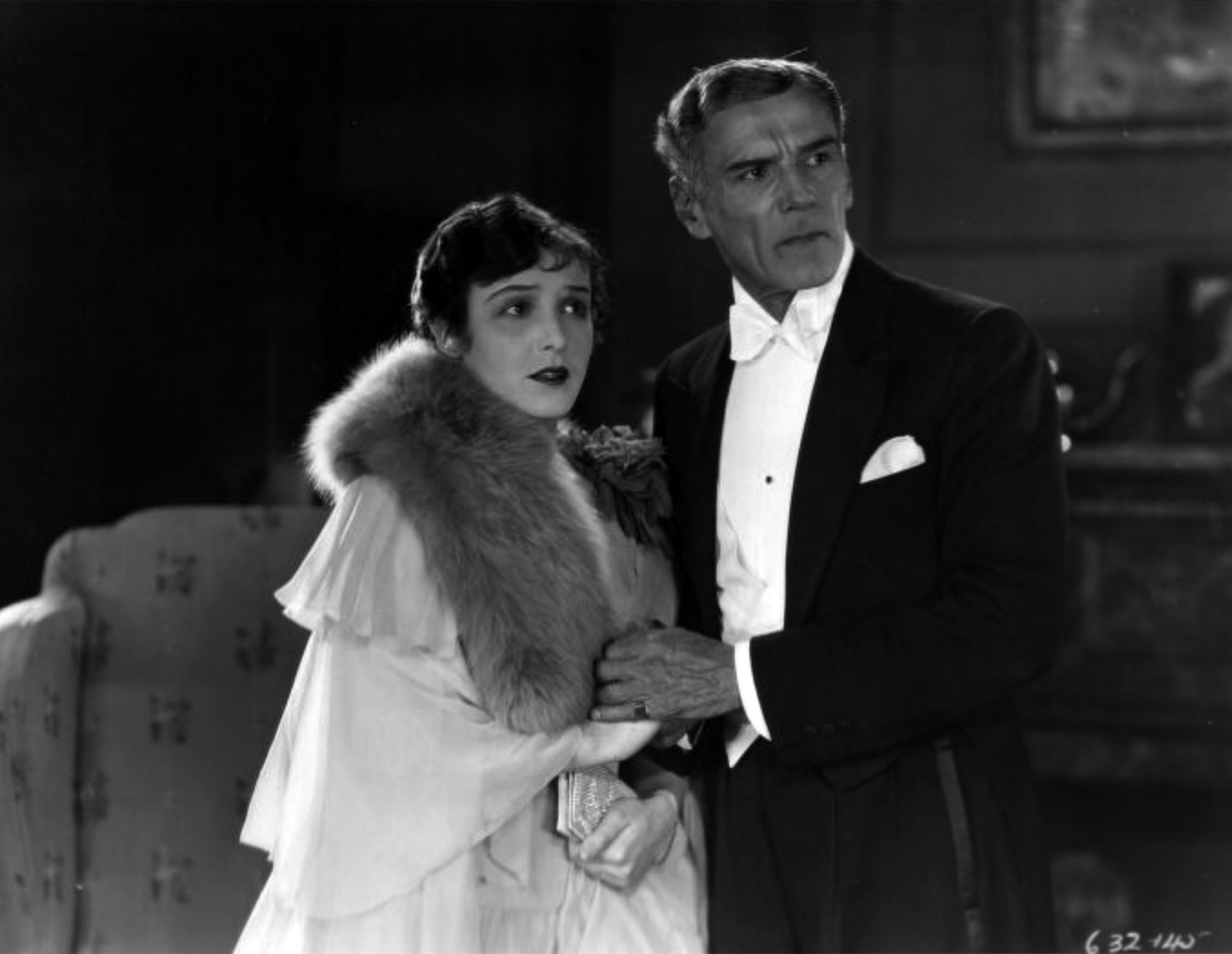
Norman Trevor (alias Norman Pritchard) con Florence Vidor nel film L'amica di mio marito (1927)

- After Dark, regia di Frederick A. Thomson (1915)
- The Ivory Snuff Box (1915)
- The Runaways, regia di Chester M. Franklin e Sidney Franklin (1915)
- National Red Cross Pageant, regia di Christy Cabanne (1917)
- L'infernale (The Daredevil), regia di Tom Mix (1920)
- Romance, regia di Chester Withey (1920)
- The Daughter Pays (1920)
- The Black Panther's Cub, regia di Émile Chautard (1921)
- Jane Eyre, regia di Hugo Ballin (1921)
- Roulette (1924)
- Wages of Virtue (1924)
- The Man Who Found Himself, regia di Frank Hall Crane (1925)
- The Song and Dance Man (1926)
- Dancing Mothers, regia di Herbert Brenon (1926)
- Gli eroi del deserto (Beau Geste), regia di Herbert Brenon (1926)
- Asso di cuori (The Ace of Cads), regia di Adolphe Menjou e Alice Joyce (1926)
- The Music Master, regia di Allan Dwan (1927)
- New York (1927)
- L'amica di mio marito (Afraid to Love), regia di Edward H. Griffith (1927)
- I figli del divorzio (Children of Divorce), regia di Frank Lloyd e Josef von Sternberg (1927)
- Padre (Sorrell and Son), regia di Herbert Brenon (1927)
- The Warning (1927)
- The Wizard, regia di Richard Rosson (1927)
- The Siren, regia di Byron Haskin (1927)
- Mad Hour, regia di Joseph C. Boyle (1928)
- Restless Youth (1928)
- Trappola d'amore (The Love Trap), regia di William Wyler (1929)
- Tonight at Twelve, regia di Harry A. Pollard (1929)